# Mariakapel (Herne)

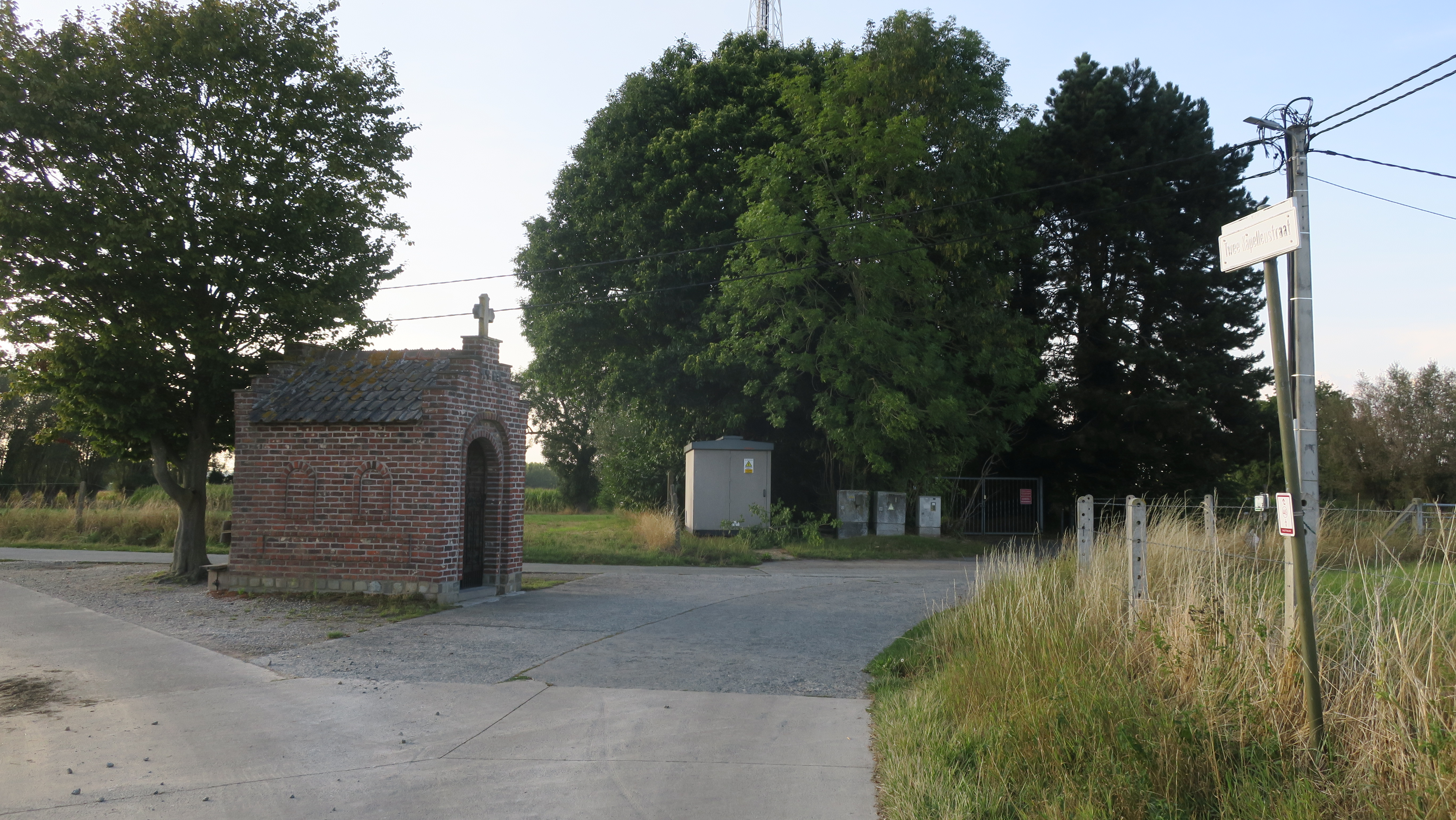
De kapel is gelegen aan de kruising van de Molenstraat en de Tweekapellenstraat.

Deze Mariakapel is een kapel in de Vlaams-Brabantse gemeente Herne. De kapel is gelegen aan de kruising van de Molenstraat en de Tweekapellenstraat.  
Het gebouwtje is reeds aangeduid op de Villaretkaart (1745-1748) en wordt ook in 1763 vermeld als ‘Doonenkercke’. Het bevond zich in de nabijheid van de Karonjemolen die in 1916 werd afgebroken. De kapel werd in 1983 gerestaureerd door Elie De Cuyper en Willem Moeremans.  
De toegankelijke kamerkapel ter ere van Maria is opgetrokken in baksteen en heeft een plint van breuksteen. Het gebouwtje is overdekt met een zadeldak van pannen en wordt bekroond met een kruis. Zowel de voor- als achtergevel zijn uitgewerkt als trapgevel. De muren bezitten blindnissen in spits- en rondbogige vorm. In de topgevel wordt het jaartal 1983 vermeld. De rondboogvormige nis in de voorgevel is afgesloten met een smeedijzeren hek dat ingevuld is met glas. Het hek draagt het monogram P E wat verwijst naar de schenker Etienne Pletinckx. Binnenin is tegen de achterwand een altaar opgesteld waarop een beeld van Onze-Lieve-Vrouw, omgeven door een nis, prijkt. Links hangt een kruisbeeld. Op de grond staan enkele kandelaren. Achter de kapel bevindt zich een zitbank en een boom.